# 清凉寺 (张家口)
清凉寺，坐落于河北张家口涿鹿县境内的黄羊山上。
初建于汉代，唐宋元明清延续鼎盛，方圆500亩。文革期间，古寺遭到破坏，断壁残垣、杂草丛生。1995年得到修复，由赵朴初题写牌匾。
清凉寺有两件稀世之宝：一是楞和尚--能禅大师肉身；二是包括印度传入中国的梵文经书万卷收藏。